# Arrondissement administratif du Jura bernois
Ne doit pas être confondu avec Jura bernois.
Pour les articles homonymes, voir Jura bernois (homonymie).
L'arrondissement administratif du Jura bernois est l'un des dix arrondissements administratifs du canton de Berne en Suisse.
Arrondissement francophone du Jura bernois, il est créé le 1er janvier 2010 en remplacement des trois anciens districts de Courtelary, de La Neuveville et de Moutier. 
La commune de Courtelary est le chef-lieu de l'arrondissement, qui a une population de 51 539 habitants au 1er janvier 2010 pour une superficie de 540,95 km2. L'arrondissement compte 46 communes en 2014 puis 40 en 2015 à la suite de la fusion de plusieurs communes (Valbirse créée avec les communes de Pontenet, Malleray et Bévilard, Petit-Val avec les communes de Châtelat, Monible, Sornetan et Souboz et Péry-La Heutte avec les communes de Péry et La Heutte).
Seules les communes d'Elay (Seehof) et de La Scheulte (Schelten) ont pour langue officielle l'allemand. Toutes les autres communes ont pour langue officielle le français.
La ville de Moutier, commune la plus peuplée de l'arrondissement, vote deux fois favorablement à un rattachement au canton du Jura : d'abord le 18 juin 2017, mais ce vote est annulé, puis le 28 mars 2021. L'entrée de la ville dans son nouveau canton est prévue pour le 1er janvier 2026.

## Liste des communes
| Nom                    | N° OFS | Population (décembre 2023) |
| ---------------------- | ------ | -------------------------- |
| Belprahon              | 681    | +000260,                   |
| Champoz                | 683    | +000158,                   |
| Corcelles              | 687    | +000197,                   |
| Corgémont              | 431    | +001 842,                  |
| Cormoret               | 432    | +000512,                   |
| Cortébert              | 433    | +000666,                   |
| Court                  | 690    | +001 380,                  |
| Courtelary             | 434    | +001 435,                  |
| Crémines               | 691    | +000546,                   |
| Elay (Seehof)          | 709    | +0 00066,                  |
| Eschert                | 692    | +000385,                   |
| Grandval               | 694    | +000384,                   |
| La Ferrière            | 435    | +000532,                   |
| La Neuveville          | 723    | +003 825,                  |
| La Scheulte (Schelten) | 708    | +0 00035,                  |
| Loveresse              | 696    | +000348,                   |
| Mont-Tramelan          | 437    | +000114,                   |
| Moutier                | 700    | +007 171,                  |
| Nods                   | 724    | +000786,                   |
| Orvin                  | 438    | +001 264,                  |
| Perrefitte             | 701    | +000481,                   |
| Péry-La Heutte         | 450    | +001 957,                  |
| Petit-Val              | 716    | +000484,                   |
| Plateau de Diesse      | 726    | +002 153,                  |
| Rebévelier             | 715    | +0 00034,                  |
| Reconvilier            | 703    | +002 464,                  |
| Renan                  | 441    | +000937,                   |
| Roches                 | 704    | +000196,                   |
| Romont                 | 442    | +000234,                   |
| Saicourt               | 706    | +000618,                   |
| Saint-Imier            | 443    | +005 088,                  |
| Sauge                  | 449    | +000811,                   |
| Saules                 | 707    | +000148,                   |
| Sonceboz-Sombeval      | 444    | +001 913,                  |
| Sonvilier              | 445    | +001 199,                  |
| Sorvilier              | 711    | +000283,                   |
| Tavannes               | 713    | +003 471,                  |
| Tramelan               | 446    | +004 648,                  |
| Valbirse               | 717    | +003 973,                  |
| Villeret               | 448    | +000929,                   |
| Total                  | Total  | +053 927,                  |

### Fusions
| Entrée en vigueur (date) | Anciennes communes                     | Nouvelle commune  |
| ------------------------ | -------------------------------------- | ----------------- |
| 1952                     | Tramelan-Dessous + Tramelan-Dessus     | Tramelan          |
| 2014                     | Diesse + Lamboing + Prêles             | Plateau de Diesse |
| 2014                     | Plagne + Vauffelin                     | Sauge             |
| 2015                     | La Heutte + Péry                       | Péry-La Heutte    |
| 2015                     | Bévilard + Malleray + Pontenet         | Valbirse          |
| 2015                     | Châtelat + Monible + Sornetan + Souboz | Petit-Val         |